# Heteroligus bianoensis
Heteroligus bianoensis är en skalbaggsart som beskrevs av Louis Burgeon 1947. Heteroligus bianoensis ingår i släktet Heteroligus och familjen Dynastidae. Inga underarter finns listade i Catalogue of Life.